# Frauenerwerbsquote
Die Frauenerwerbsquote ist der prozentuale Anteil der weiblichen Erwerbspersonen – also Frauen, die Arbeit haben oder suchen – im Alter von 15 bis unter 65 Jahren an der weiblichen Bevölkerung der gleichen Altersgruppe in einem Land. Sie unterscheidet sich von der Frauenerwerbstätigenquote, die nur Frauen erfasst, die Arbeit haben.
Je nach Erhebung liegen den erwerbstätigen Frauen unterschiedliche Definitionen zugrunde. In den Volkswirtschaftlichen Gesamtrechnungen zählen alle Frauen, die als Arbeitnehmerinnen oder als Selbstständige beziehungsweise als mithelfende Familienangehörige eine auf wirtschaftlichen Erwerb gerichtete Tätigkeit ausüben, unabhängig vom Umfang dieser Tätigkeit. Der Erwerbstätigenbegriff der EU richtet sich nach der Definition der Internationalen Arbeitsorganisation (ILO). Nach dieser Definition gilt als erwerbstätig, wer mindestens eine Stunde pro Woche gegen Bezahlung gearbeitet hat und mindestens 15 Jahre alt ist.

## Berechnung
Die Frauenerwerbsquote wird wie folgt berechnet: Die Summe der teil- und vollzeitbeschäftigten sowie arbeitslos gemeldeten Frauen im Alter 15 bis unter 65 geteilt durch die Anzahl aller Frauen im Alter 15 bis unter 65 mal 100.
Die Frauenerwerbstätigenquote wird wie folgt berechnet: Die Summe der teil- und vollzeitbeschäftigten Frauen im Alter 15 bis unter 65 geteilt durch die Anzahl aller Frauen im Alter 15 bis unter 65 mal 100.

## Bedeutung
Die Quote gilt als Gradmesser für berufsbezogene Frauenrechte im jeweiligen Land. Die Frauenerwerbsquote zeigt vorherrschende Unterschiede in der Rollenverteilung von Männern und Frauen an und gilt als Indiz für die berufliche Benachteiligung von Frauen in dem jeweiligen Land.

## Werte
In den meisten Industrieländern ist die Frauenerwerbsquote in den letzten Jahrzehnten deutlich angestiegen. Für die EU wurde im Rahmen der Lissabon-Strategie beschlossen, die Frauenerwerbsquote auf mehr als 60 % zu heben.

### Deutschland
Im Jahr 2012 lag die Frauen-Erwerbstätigenquote bei 68,0 %, die Männer-Erwerbstätigenquote bei 77,6 %.
Wenn auch die Zahl berufstätiger Frauen in Deutschland seit 1991 angestiegen ist, hat deren Arbeitsvolumen (die Gesamtheit aller von Frauen geleisteten Erwerbsarbeitsstunden) insgesamt nicht zugenommen. So ist die Zahl der Frauen in Vollzeitstellen stark gesunken. Im Gegensatz zur einfachen Erwerbstätigenquote ist die weibliche Vollzeitäquivalent-Erwerbstätigenquote von 1992 (48 %) bis 2003 (46 %) leicht gefallen. Viele Frauen gehen eher einer Teilzeitarbeit oder einer geringfügigen Beschäftigung nach als einem so genannten Normalarbeitsverhältnis. Dabei gilt, dass Frauen, die in Teilzeit arbeiten, das im Westen meist auf eigenen Wunsch tun, während dies im Osten auf weniger als die Hälfte zutrifft. Zudem akzeptiert fast die Hälfte des weiblichen Geschlechts althergebrachte Rollenmuster, bei denen der Mann voll berufstätig ist und die Frau zu Haus bleibt.
In Deutschland arbeiten Frauen mit 45 % deutlich häufiger Teilzeit als im EU-Durchschnitt. Nur in den Niederlanden arbeiteten Frauen mit 76 % noch deutlich häufiger Teilzeit.
| Bundesland             | 2012   |
| ---------------------- | ------ |
| Baden-Württemberg      | 70,4 % |
| Bayern                 | 71,0 % |
| Berlin                 | 65,3 % |
| Brandenburg            | 71,6 % |
| Bremen                 | 63,3 % |
| Hamburg                | 69,8 % |
| Hessen                 | 67,8 % |
| Mecklenburg-Vorpommern | 68,0 % |
| Niedersachsen          | 67,2 % |
| Nordrhein-Westfalen    | 63,7 % |
| Rheinland-Pfalz        | 67,7 % |
| Saarland               | 62,1 % |
| Sachsen                | 70,7 % |
| Sachsen-Anhalt         | 69,9 % |
| Schleswig-Holstein     | 69,0 % |
| Thüringen              | 71,3 % |
| Deutschland            | 68,0 % |

### Österreich
Im Jahr 2019 lag die Frauen-Erwerbstätigenquote bei 69,2 %, die Männer-Erwerbstätigenquote bei 78 %. In Österreich gilt für Männer in der Privatwirtschaft ein Pensionsantrittsalter von 65 Jahren, für Frauen von 60 Jahren, was Einfluss auf die Erwerbsquote hat.
Die Frauen-Teilzeitquote stieg in Österreich innerhalb von zehn Jahren von 43,1 % (2009) auf 47,7 % (2019), bei Männern stieg sie im selben Zeitraum von 8,8 % auf 10,7 %. Für 38,2 % der teilzeitarbeitenden Frauen (Männer: 5,4 %) war die Pflege von Kindern oder pflegebedürftigen Erwachsenen der ausschlaggebende Grund für die Teilzeitarbeit, wobei dieser Wert in der Gruppe der 30- bis 44-jährigen Frauen bei 68,6 % lag. Kein Wunsch nach einer Vollzeittätigkeit war die zweithäufigste Ursache für Teilzeitarbeit (Frauen: 20,7 %, Männer: 24,1 %).
| Bundesland       | 2019   |
| ---------------- | ------ |
| Burgenland       | 67,1 % |
| Kärnten          | 67,0 % |
| Niederösterreich | 70,1 % |
| Oberösterreich   | 72,8 % |
| Salzburg         | 73,4 % |
| Steiermark       | 70,1 % |
| Tirol            | 72,1 % |
| Vorarlberg       | 71,6 % |
| Wien             | 63,2 % |
| Österreich       | 69,2 % |

### Schweiz
Im Jahr 2012 lag die Frauen-Erwerbstätigenquote bei 73,6 %, die Männer-Erwerbstätigenquote bei 85,2 %. Das ordentliche Rentenalter für Frauen liegt bei 64 Jahren, für Männer bei 65 Jahren.
2012 gingen mehr als die Hälfte der erwerbstätigen Frauen, aber nur rund einer von sieben Männern, einer Teilzeitarbeit nach. Tendenziell reduziert die Person mit dem tieferen Lohn ihr Pensum.

### Türkei
Im Jahr 2012 lag die Frauen-Erwerbstätigenquote bei 28,7 %, die Männer-Erwerbsquote bei 69,2 %.

## Frauenerwerbstätigenquote in der EU
| Land                   | 2005 | Rang | 2006 | Rang | 2007 | Rang | 2008 | Rang | 2009 | Rang | 2010 | Rang | 2011 | Rang | 2012 | Rang |
| ---------------------- | ---- | ---- | ---- | ---- | ---- | ---- | ---- | ---- | ---- | ---- | ---- | ---- | ---- | ---- | ---- | ---- |
| Belgien                | 53,8 | 17   | 54,0 | 19   | 55,3 | 19   | 56,2 | 18   | 56,0 | 19   | 56,5 | 16   | 56,7 | 17   | 56,8 | 17   |
| Bulgarien              | 51,7 | 19   | 54,6 | 17   | 57,6 | 16   | 59,5 | 16   | 58,3 | 15   | 56,4 | 17   | 55,6 | 18   | 56,3 | 18   |
| Dänemark               | 71,9 | 1    | 73,4 | 1    | 73,2 | 1    | 74,3 | 1    | 73,1 | 1    | 71,1 | 1    | 70,4 | 2    | 70,0 | 3    |
| Deutschland            | 60,6 | 10   | 62,2 | 9    | 64,0 | 9    | 65,4 | 8    | 65,2 | 6    | 66,1 | 6    | 67,7 | 4    | 68,0 | 5    |
| Estland                | 62,1 | 6    | 65,3 | 6    | 65,9 | 5    | 66,3 | 5    | 63,0 | 9    | 60,6 | 11   | 62,8 | 8    | 64,7 | 8    |
| Finnland               | 66,5 | 3    | 67,3 | 4    | 68,5 | 4    | 69,0 | 4    | 67,9 | 4    | 66,9 | 4    | 67,4 | 5    | 68,2 | 4    |
| Frankreich             | 57,8 | 15   | 58,1 | 15   | 59,2 | 15   | 59,9 | 15   | 59,6 | 14   | 59,3 | 13   | 59,2 | 14   | 59,4 | 12   |
| Griechenland           | 46,1 | 25   | 47,4 | 25   | 47,9 | 25   | 48,7 | 25   | 48,9 | 25   | 48,1 | 25   | 45,1 | 26   | 41,9 | 27   |
| Irland                 | 58,3 | 14   | 59,3 | 14   | 60,6 | 14   | 60,2 | 14   | 57,4 | 16   | 56,0 | 19   | 55,1 | 19   | 55,1 | 19   |
| Italien                | 45,3 | 26   | 46,3 | 26   | 46,6 | 26   | 47,2 | 26   | 46,4 | 26   | 46,1 | 26   | 46,5 | 25   | 47,1 | 25   |
| Lettland               | 59,3 | 12   | 62,4 | 8    | 64,4 | 7    | 65,4 | 8    | 60,9 | 12   | 59,4 | 12   | 60,2 | 12   | 61,7 | 10   |
| Litauen                | 59,4 | 11   | 61,0 | 12   | 62,2 | 12   | 61,8 | 13   | 60,7 | 13   | 58,7 | 14   | 60,2 | 12   | 61,9 | 9    |
| Luxemburg              | 53,7 | 18   | 54,6 | 17   | 56,1 | 18   | 55,1 | 19   | 57,0 | 17   | 57,2 | 15   | 56,9 | 16   | 59,0 | 14   |
| Malta                  | 33,7 | 27   | 33,4 | 27   | 35,7 | 27   | 37,4 | 27   | 37,7 | 27   | 39,2 | 27   | 40,9 | 27   | 44,2 | 26   |
| Niederlande            | 66,4 | 4    | 67,7 | 3    | 69,6 | 3    | 71,1 | 3    | 71,5 | 2    | 69,3 | 3    | 69,9 | 3    | 70,4 | 2    |
| Österreich             | 62,0 | 7    | 63,5 | 7    | 64,4 | 7    | 65,8 | 6    | 66,4 | 5    | 66,4 | 5    | 66,5 | 6    | 67,3 | 6    |
| Polen                  | 46,8 | 24   | 48,1 | 24   | 50,6 | 24   | 52,4 | 23   | 52,8 | 20   | 53,0 | 20   | 53,1 | 20   | 53,1 | 20   |
| Portugal               | 61,7 | 8    | 62,0 | 10   | 61,9 | 13   | 62,5 | 12   | 61,6 | 11   | 61,1 | 10   | 60,4 | 11   | 58,7 | 15   |
| Rumänien               | 51,5 | 20   | 53,0 | 21   | 52,8 | 22   | 52,5 | 22   | 52,0 | 23   | 52,0 | 23   | 52,0 | 22   | 52,6 | 22   |
| Schweden               | 70,2 | 2    | 70,7 | 2    | 71,8 | 2    | 71,8 | 2    | 70,2 | 3    | 70,3 | 2    | 71,3 | 1    | 71,8 | 1    |
| Slowakei               | 50,9 | 23   | 51,9 | 22   | 53,0 | 21   | 54,6 | 21   | 52,8 | 20   | 52,3 | 21   | 52,7 | 21   | 52,7 | 21   |
| Slowenien              | 61,3 | 9    | 61,8 | 11   | 62,6 | 10   | 64,2 | 10   | 63,8 | 8    | 62,6 | 9    | 60,9 | 10   | 60,5 | 11   |
| Spanien                | 51,2 | 21   | 53,2 | 20   | 54,7 | 20   | 54,9 | 20   | 52,8 | 20   | 52,3 | 21   | 52,0 | 22   | 50,6 | 24   |
| Tschechien             | 56,3 | 16   | 56,8 | 16   | 57,3 | 17   | 57,6 | 17   | 56,7 | 18   | 56,3 | 18   | 57,2 | 15   | 58,2 | 16   |
| Ungarn                 | 51,0 | 22   | 51,1 | 23   | 50,9 | 23   | 50,6 | 24   | 49,9 | 24   | 50,6 | 24   | 50,6 | 24   | 52,1 | 23   |
| Vereinigtes Königreich | 65,8 | 5    | 65,8 | 5    | 65,5 | 6    | 65,8 | 6    | 65,0 | 7    | 64,6 | 7    | 64,5 | 7    | 65,1 | 7    |
| Zypern                 | 58,4 | 13   | 60,3 | 13   | 62,4 | 11   | 62,9 | 11   | 62,5 | 10   | 63,0 | 8    | 62,1 | 9    | 59,4 | 12   |
| EU-27                  | 56,2 |      | 57,2 |      | 58,2 |      | 59,0 |      | 58,5 |      | 58,2 |      | 58,4 |      | 58,6 |      |

Quelle: Eurostat-Datenbank

## Weltweit
In den meisten Ländern der Welt ist die Frauenerwerbsquote niedriger als die Männererwerbsquote. Weltweit nahm die Frauenerwerbsquote im 20. Jahrhundert zu. Die höchsten Frauenerwerbsquoten finden sich sowohl unter Ländern mit dem größten BIP als auch unter denen mit dem kleinsten BIP. Bezogen auf den Familienstand war die stärkste Zunahme der Frauenerwerbsquote unter verheirateten Frauen zu beobachten.
In den USA ist die Erwerbsrate von Männern generell höher als die von Frauen. Laut einer Studie eines Teams um Raj Chetty trifft dort aber auf Menschen, deren Eltern ein geringes Einkommen hatten, das Gegenteil zu. Dieselbe Studie zeigte zudem einen Unterschied zwischen Kindern verheirateten und unverheirateten Eltern: Waren die Eltern verheiratet, ist die Wahrscheinlichkeit ihrer Söhne, mit 30 berufstätig zu sein, deutlich höher als für Söhne unverheirateter Eltern, und für Töchter gilt dasselbe, aber in geringerem Maße.